# Bonaventura Fontanills i Rosés
Bonaventura Fontanills i Rosés (el Masnou, Maresme, 1848 - el Masnou, Maresme, 9 de gener de 1910) fou un mariner i filantrop català.
Popularment conegut com en Ventureta Balada, era fill de Pere Fontanills Fàbregas, pilot de vaixell, i d'Antònia Rosés. Seguint amb la tradició familiar, cursà estudis de pilotatge i exercí la professió, tot i que ben aviat s'instal·là a Amèrica del Sud, on també ho feu el seu germà Joan Fontanills i Rosés. En morir el 1894 la seva germana Rosa Fontanills i Rosés, que estava casada amb Domènec Sitjàs i Margenat, Bonaventura Fontanills rebé una important herència, per la qual cosa decidí establir-se a Barcelona i, poc després, al Masnou. Solter i sense fills, va utilitzar una part important de la seva riquesa en obres de beneficència. Entre les seves primeres donacions, consten el mobiliari de les escoles municipals (Escola Ocata), el paviment de la plaça del Mercat i les imatges de sant Domènec i santa Rosa per a l'antic oratori de la Casa Benèfica del Masnou.
L'any 1907 es va oferir a costejar la construcció d'una capella al cementiri del Masnou. La capella de la Mare de Déu dels Dolors fou obra de l'arquitecte Bonaventura Bassegoda i Amigó i inclogué estàtues de Pere Carbonell i de Rafael Atché. A la part subterrània de la capella es va construir la cripta, una de les peticions de Bonaventura Fontanills, que va exigir aquest espai per destinar-lo com a lloc d'enterrament per als masnovins pobres. La cripta tenia 66 nínxols. La capella es va inaugurar el 1909. Pel seu generós donatiu l'Ajuntament va voler posar el seu nom a un carrer del poble però ell s'hi oposà i va preferir que es donés el nom de Santa Rosa a un fragment del carrer de l'Esperança, en record de la seva germana, Rosa Fontanills i Rosés. És l'actual carrer de Santa Rosa.
Costejà la tanca d'engrandiment del cementiri i també sufragà un nou pavelló i el mobiliari de la Casa Benèfica del Masnou. Per aquesta raó fou nomenat protector de la institució. També feu importants aportacions per reconstruir les destrosses dels aiguats de juny de 1909 i moltes
altres petites donacions a diferents persones necessitades. A banda d'això, col·laborà econòmicament amb les diferents entitats del municipi, motiu pel
qual, durant el seu enterrament, que fou encapçalat pels membres de l'Ajuntament, el seu cos fou portat en braços per diversos representants d'aquestes.
Va morir l'any 1910 quan encara s'estava construint el pavelló de la Casa Benèfica del Masnou. Els seus marmessors, Bonaventura Bassegoda i Amigó i el metge Esteve Rosés i Millet, van finalitzar el conjunt. La seva filantropia es va fer palesa en el seu testament, on va deixar diverses partides per a diferents causes solidàries, com per exemple a la Casa Benèfica del Masnou, a la qual va deixar un llegat de 50.000 pessetes.
L'any 1904 es construí una casa al Masnou, al carrer de Santa Rosa cantonada amb el torrent de Vallmora, obra de l'arquitecte Bonaventura Bassegoda i Amigó. L'any 1907 feu construir el seu panteó al cementiri del Masnou, també obra de Bonaventura Bassegoda i Amigó amb una escultura de sant Bonaventura de l'escultor Pere Carbonell.